# Коваль Микола Васильович
Коваль Микола Васильович («Готур»; 1905, с. Молодинче Жидачівського р-ну Львівської обл. — 16.08.1944, прис. Романи с. Думичі Жовківського р-ну Львівської обл.) — Лицар Срібного хреста бойової заслуги 2 класу.

## Життєпис
Ймовірно, відбув строкову службу у Польській армії (1930-ті рр.). В УПА з 1943 р. Стрілець, а відтак командир рою сотні УПА «Сіроманці» (04.-08.1944). Загинув у бою з військами НКВС. Булавний (?), старший булавний (1.01.1945) УПА.

## Нагороди
- Згідно з Наказом Головного військового штабу УПА ч. 1/45 від 25.04.1945 р. булавний УПА, командир рою сотні УПА «Сіроманці» Микола Коваль — «Готур» нагороджений Срібним хрестом бойової заслуги УПА 2 класу.